# 320
Năm 320 là một năm trong lịch Julius. 